# 集中式計算
集中式計算是指在一个中心位置（例如一台服務器或中央计算机）进行和完成的计算，此時人們會在连接到中央计算机的終端上操作。中央计算机本身還可以直接控制所有外部设备（如果外部设备能直接连接到中央计算机），或者終端或瘦客户端可以通过网络连接到中央计算机。
它比去中心化计算有著更高的安全性，因为所有处理都在一个中心位置进行。此外，如果一个终端出现故障，用户只需转到另一个终端并重新登入，他们的所有電腦檔案仍然可以访问。
集中式計算有一些缺点。如果中央计算机崩溃，整个系统将“宕机”（即不可用）。另一个缺点是集中式計算严重依赖于中央计算机的性能。如果中央计算机的性能不足，那么用戶使用體驗將受到很大影响。